# بيتر ماندلسون
بيتر بنجامين ماندلسون، بارون ماندلسون عضو مجلس الملكة (من مواليد 21 أكتوبر 1953) هو سياسي بريطاني من حزب العمال، ورئيس مركز الأبحاث الدولي بوليسي نيتوورك، ورئيس شركة الاستشارات الاستراتيجية غلوبال كونسل.
من عام 1985 إلى عام 1990، شغل ماندلسون منصب مدير الاتصالات في حزب العمال. كان من أوائل الذين طُبق عليهم مصطلح طبيب الدوران واكتسب لقب أمير الظلام بسبب قسوته وبراعته الإعلامية. شغل منصب عضو البرلمان عن هارتلبول من عام 1992 إلى عام 2004 وشغل عددًا من المناصب الوزارية في عهد رئيسي الوزراء توني بلير وجوردون براون. شغل منصب المفوض الأوروبي للتجارة بين عامي 2004 و2008.
كان ماندلسون أحد الأفراد الرئيسيين العديدين المسؤولين عن إعادة تسمية حزب العمال باسم حزب العمال الجديد قبل فوزه اللاحق في انتخابات عام 1997. أُجبر مرتين على الاستقالة من مجلس الوزراء قبل مغادرته البرلمان لتولي منصب مفوض أوروبي. عاد لاحقًا إلى مجلس الوزراء للمرة الثالثة بعد تسميته قرين حياة (لقب للسياسيين البريطانيين لا يمكن توريثه)، جالسًا على مقاعد حزب العمل في مجلس اللوردات. يُعد الشخص الوحيد الذي يشغل منصب أول وزير دولة الأول كقرين.

## النشأة

### العائلة
وُلد بيتر ماندلسون في مدينة هيندون، ميدلسكس، في 21 أكتوبر 1953، وهو ابن ماري جويس (كنيتها قبل الزواج موريسون) وجورج نورمان ماندلسون. كانت عائلة والده يهودية. أسس جده كنيس هارو المتحدة. كان والده (المعروف باسم توني) مدير الإعلانات في السجل اليهودي الذي كُلف كضابط في سلاح الفرسان الملكي في الحرب العالمية الثانية. من جانب والدته، ماندلسون هو حفيد هربرت موريسون، رئيس مجلس مقاطعة لندن ووزير العمل في حكومة أتلي.[بحاجة لمصدر]
نشأ ماندلسون في ضاحية هامبستيد غاردن. يقول عن طفولته: «كانت نشأتي كلها حول الضاحية، صداقاتي وقيمي».

### التعليم
ارتاد ماندلسون مدرسة غاردن سبيرب، وبين 1965 و1972 مدرسة هندون كاونتي. في عام 1966 ظهر على خشبة المسرح مع مجموعة مسرح الهواة المحلية، كبطل أساسي مسمى في مسرحية ولد وينسلو.
من عام 1973 إلى عام 1976، درس الفلسفة والسياسة والاقتصاد في كلية سانت كاترين في أكسفورد. خلال سنوات المراهقة، كان عضوًا في رابطة الشباب الشيوعي، لكنه أصبح فيما بعد عضوًا في نادي العمل بجامعة أكسفورد.

## بدايات مسيرته المهنية
في أواخر السبعينيات أصبح رئيسًا لمجلس الشباب البريطاني. كرئيس للمجلس، كان مندوبًا عام 1978 إلى المهرجان العالمي للشباب والطلاب الذي نظمه الاتحاد السوفيتي في هافانا، كوبا. هناك، مع العديد من زملائه المستقبليين في مجلس الوزراء العمالي، نجح -جنبًا إلى جنب مع رئيس الاتحاد الدولي للشباب المستقبلي هيلاري بارنارد وتشارلز كلارك وريتشارد كوربيت وتريفور فيليبس- في إحباط الاتفاق على نص سوفيتي مشوه حول الشباب في البلدان الرأسمالية.
انتخب لعضوية مجلس لامبث بورو في سبتمبر 1979 لكنه استقال عام 1982، بخيبة أمل من حالة سياسات حزب العمال.
عمل ماندلسون لبعض الوقت كمنتج تلفزيوني في تلفزيون لندن ويك إند، حيث أقام صداقة مع رئيسه (حاليًا اللورد) جون بيرت.

## العمل السياسي

### مدير الاتصالات في حزب العمال
في عام 1985، عينه زعيم حزب العمال نيل كينوك مديرًا للاتصالات في الحزب. بصفته مديرًا، كان من أوائل الأشخاص في بريطانيا الذين طُبق عليهم مصطلح طبيب دوران؛ وهكذا أطلق عليه لقب أمير الظلام.
في عام 1986، أدار ماندلسون حملته الانتخابية في انتخابات فولهام الفرعية التي هزم فيها حزب العمال حزب المحافظين. بالنسبة للحملة الانتخابية عام 1987، كلف ماندلسون المخرج السينمائي هيو هدسون، الذي فاز فيلمه عربات النار بجائزة أوسكار أفضل فيلم، لعمل بث سياسي حزبي يروج لنيل كينوك كرئيس وزراء محتمل. وُضع شعار كينوك -الفيلم الذي أدى إلى رفع نسبة تأييد زعيم الحزب بنسبة 16% أو 19% في استطلاعات الرأي وتكررت في استطلاعات رأي أخرى. أعادت الانتخابات، التي أجريت في 11 يونيو 1987، مارغريت تاتشر من حزب المحافظين للمرة الثالثة، رغم حصول حزب العمال على 20 مقعدًا، وفي هذه المرة، دفع الحزب الديمقراطي الاجتماعي؛ التحالف الليبرالي إلى المركز الثالث. ووصف المعارضون الحملة الانتخابية لحزب العمال بأنها هزيمة انتخابية ناجحة ببراعة.
توقف عن كونه مسؤولًا في حزب العمال في عام 1990 عندما اختير كمرشح حزب العمال للمقعد عن لهارتلبول.
تستند شخصية مالكولم تاكر، من مسلسل أرماندو إيانوتشي ذا ثيك أوف إت، جزئيًا إلى ماندلسون.